# Río Caplina
Der Río Caplina ist ein etwa 118 km langer Zufluss des Pazifischen Ozeans im äußersten Süden von Peru in der Region Tacna.

## Flusslauf
Der Río Caplina entspringt in der Cordillera del Barroso, einem Höhenzug der peruanischen Westkordillere, auf einer Höhe von etwa 4950 m. Das Quellgebiet liegt nordwestlich des Vulkans Chupiquiña unweit der chilenischen Grenze. Von dort fließt er anfangs 15 km nach Süden und wendet sich anschließend weitere 15 km nach Westen. Die Quebrada Cotañane trifft von Norden kommend auf den Fluss. Dieser fließt nun auf seiner restlichen Fließstrecke in überwiegend südsüdwestlicher Richtung. Bei Flusskilometer 62 trifft die Quebrada Palca von links auf den Río Caplina. Dieser erreicht bei Flusskilometer 55 den Ballungsraum der Stadt Tacna. Bei Flusskilometer 43, am östlichen Stadtrand von Tacna, trifft ein vom Uchusuma-Kanal gespeister Nebenfluss (⊙) auf den Río Caplina. Dieser verläuft entlang der östlichen und südlichen Peripherie der Stadt, bevor er noch 30 km die Alluvialfläche von La Yarada durchquert und schließlich bei La Yarada Los Palos die Pazifikküste erreicht. Das Flusswasser wird zur Bewässerung und zur Trinkwasserversorgung genutzt. Unterhalb von Tacna führt der Río Caplina in der Regel kein Wasser mehr.

## Einzugsgebiet
Das Einzugsgebiet umfasst 3062 km². Rechnet man das Areal in den Quellgebieten der benachbarten Flusssysteme des Río Mauri und des Río Uchusuma hinzu, deren Wasser über den Uchusuma-Kanal (⊙) zugeleitet wird, beträgt die Fläche 3425 km². Das Einzugsgebiet des Río Caplina grenzt im Westen und Norden an das des Río Sama, im Nordosten an das des Río Mauri, im Süden an das des Río Lluta sowie der Quebrada de Escritos.